# Palazzo Barbantini-Koch
Il Palazzo Barbantini-Koch è un edificio monumentale in corso della Giovecca 108 a Ferrara ed era la sede della direzione territoriale della BPER Banca.
L'edificio è in stile neo-rinascimentale e ricco di decorazioni marmoree.

## Storia
Venne progettato dall'ingegnere Luigi Barbantini su supervisione dell'architetto Gaetano Koch e edificato tra il 1907 e il 1910. Fu inaugurato, nel 1910, dal Re Vittorio Emanuele III.
In origine il palazzo era la sede della Cassa di Risparmio di Ferrara ed in seguito è stato rilevato dalla BPER Banca.
Tra le opere all'interno del palazzo è conservato il dipinto attribuito a Tiziano Vecellio Ritratto del comandante Gabriele Tadino, datato 1538, un tempo facente parte della collezione della Cassa di Risparmio di Ferrara.